# Acnodon
Genre
Le genre Acnodon regroupe plusieurs espèces de poissons américains de la famille des Characidae.

## Liste d'espèces
Selon FishBase (9 août 2010) et ITIS (9 août 2010) :
- Acnodon normani Gosline, 1951
- Acnodon oligacanthus (Müller & Troschel, 1844)
- Acnodon senai Jégu & Santos, 1990

Le NCBI (9 août 2010) ne reconnait pas Acnodon senai.